# Mayer Amschel Rothschild

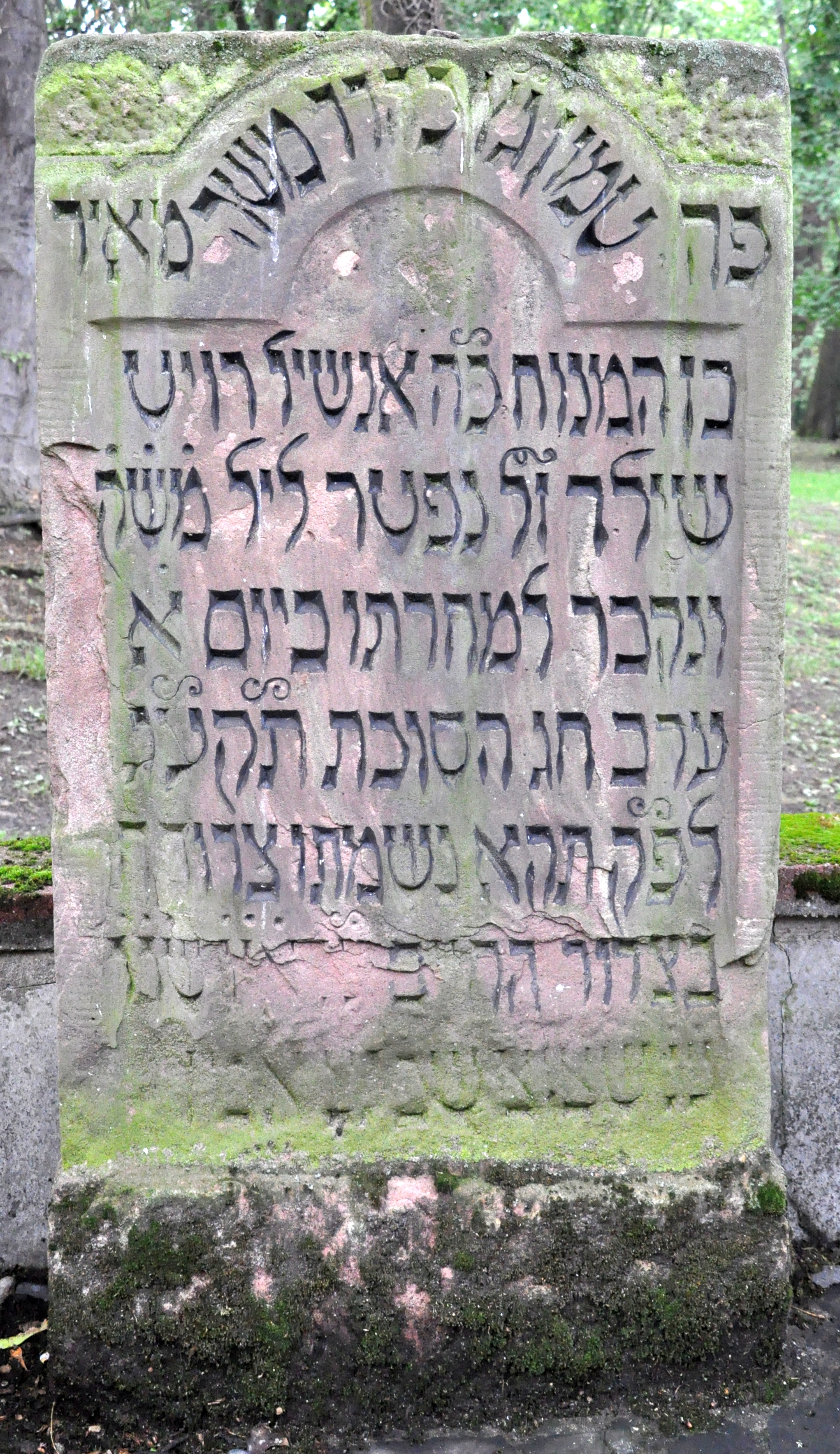
Tumba de Mayer Amschel Rothschild

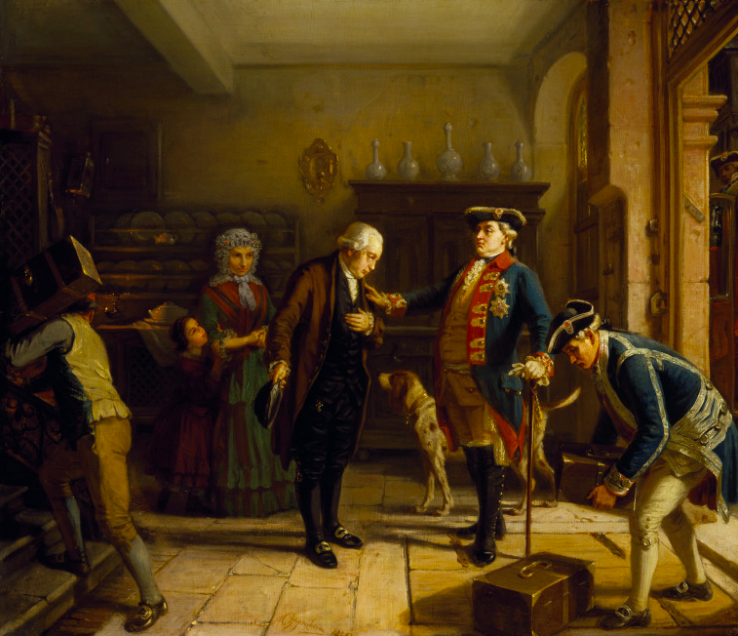
El Elector de Hesse confió su tesoro a Mayer Amschel Rothschild(1743-1812).

Mayer Amschel Rothschild (Frankfurt, Sacro Imperio Romano Germánico, 23 de febrero de 1744 -  Frankfurt, Gran Ducado de Fráncfort, 19 de septiembre de 1812) fue un banquero alemán de origen judío fundador de la dinastía Rothschild, quien se cree que se convirtió en la familia más adinerada de la historia humana. Su padre, Amschel Moses Rothschild, fue un comerciante de moneda y orfebre que se asentó en el barrio judío y abrió un negocio en 1743. Sobre este colgaba un escudo rojo (el rojo era el pabellón de los judíos en el este de Europa).
Pocos años después de la muerte de su padre, Mayer Amschel comenzó como ayudante en la casa bancaria Openheimer en Hannover, donde tras algún tiempo se hizo socio «junior». Mayer Amschel adoptó el nombre Rothschild después de retornar a Fráncfort y adquirir el antiguo negocio de su padre.

## Biografía
Hijo de Amschel Moses Rothschild (c. 1710
 - 1755), un comerciante y orfebre judío, Mayer Amschel Rothschild nació en el Judengasse, el gueto judío de Frankfurt, Sacro Imperio Romano Germánico, donde se habitaba en extrema pobreza.
Alrededor de 1760, Mayer Amschel comenzó a realizar negocios con la corte de Hanau, gracias a su relación con el General von Estorff. El 21 de septiembre de 1769 consiguió la plaquilla con el escudo de armas de Hessen-Hanau y la inscripción M.A. Rothschild, proveedor de la corte de su ilustre alteza, el príncipe Guillermo de Hessen, Conde de Hanau.
El 29 de agosto de 1770 Mayer Amschel se casó con Gutele Schnaper (23 de agosto de 1753; 7 de mayo de 1849) con quien tuvo cinco hijas y cinco hijos (Amschel, Salomon, Nathan, Kalman y Jakob). En 1780 compró la casa en el callejón de los judíos (Judengasse).
Guillermo I (1743–1821), príncipe de Hesse-Kassel desde 1803, era uno de los más ricos gobernantes de Europa y también uno de los más importantes prestamistas del continente. Su padre, Federico II, había sentado las bases de su fortuna a través del arriendo de súbditos como soldados a otros gobernantes.
En 1801, Mayer Amschel se hizo gerente de la corte (Hoffaktor). De 1802 a 1804 realizó su primer préstamo estatal a la corte de Dinamarca por más de 10 millones de florines.
Él mantuvo estrecho contacto con el más importante consejero de finanzas del príncipe, Carl Buderus. Durante el gobierno napoleónico de ocupación, Buderus sobornó al general francés Lagrange, para poder asegurar valores en papel de más de 15 millones de escudos para el príncipe.
A través de sus buenos contactos con Buderus y el príncipe, quien estuvo en el exilio en Dinamarca de 1806 a 1813, Mayer Amschel forjó una casa bancaria y obtuvo el total control sobre los valores y canjes de deuda del príncipe. Con ayuda de los banqueros Lennap y Lawatz, obtuvo interés en toda Europa y pudo especular con el dinero en su control.
A partir de 1807/1808 pudo también invertir libremente en Gran Bretaña. Esta tarea estuvo a cargo de su hijo Nathan.
Como muchos otros, el príncipe de Thurn und Taxis quien tenía el monopolio sobre el correo, se hizo sobornar por Rothschild y le informó del contenido de cartas importantes. La relación de poder se puede entrever de la siguiente anécdota: Rothschild trabajaba en su escritorio y le dice al príncipe que entra: "Tráigase usted una silla." Tras unos minutos, el visitante recalca: "¡Soy el príncipe de Thurn und Taxis!" A lo que Rothschild replica: "Muy bien, pues tráigase usted dos sillas." Rothschild aprendió de Thurn und Taxis el valor de la información rápida y precisa y estableció un servicio de correo propio. Tras la derrota de Napoleón en Waterloo, este servicio le reportó una ganancia millonaria en la bolsa de Londres: Nathan Rothschild estaba al corriente de los acontecimientos horas antes que el gobierno.[cita requerida]

## Muerte
En los siguientes años, los Rothschild, para entonces nobles, financiaron la industria, los ferrocarriles y la construcción del Canal de Suez. Con un sistema especial de préstamos estatales hicieron al gobierno francés independiente de las autorizaciones de impuestos del parlamento. Con el advenimiento de las grandes industrias y la banca de valores, el imperio de los Rothschild perdió importancia, aunque aún hoy en día la Banca Rothschild controla el mercado mundial de oro.
Su testamento, redactado pocos días antes de su muerte, contenía un reglamento estricto de cómo se debían dirigir los negocios familiares:
- Todas las posiciones claves deben ser ocupadas por miembros de la familia.
- En los negocios solamente pueden participar los miembros de la familia varones.
- El hijo mayor del hijo mayor debe ser la cabeza de la familia, siempre y cuando la mayoría de la familia no decida lo contrario.
- La familia debe casarse entre sí con sus primos de primero y segundo grado.
- No debe haber ninguna auditoría jurídica y ninguna publicación de los bienes.